# Stade de Penvillers
Stade de Penvillers – wielofunkcyjny stadion w Quimper, we Francji. Został otwarty w 1968 roku. Może pomieścić 7 758 widzów. Swoje spotkania rozgrywają na nim piłkarze klubu Quimper KFC.

## Historia stadionu
Stadion został oddany do użytku w 1968 roku po 5 latach budowy. W 1973 roku na stadionie odbył się finał Pucharu Gambardella, pomiędzy AS Brestoise i Stade Rennes Football Club. W 1976 roku na szczycie metalowej trybuny głównej zostaje zainstalowany dach. W 1979 roku, 20 020 widzów pojawi się na stadionie na meczu pomiędzy Saint-Pol de Léon i Association Sportive de Saint-Étienne. W 1986 r. obok drugiej metalowej trybuny została zainstalowana kolejna trybuna metalowa. Metalowe stojaki zostały zdemontowane po ich zainstalowaniu. Obecnie stadion jest w ruinie – remont obiektu rozpocznie się pod koniec 2021 roku.